# Jan Duklan Słonecki
Jan Duklan Słonecki herbu Korab (ur. 8 lipca 1859 w Krechowicach, zm. 22 czerwca 1896 w Zagórzu) – właściciel dóbr ziemskich, poseł do Sejmu Krajowego Galicji VI, VII kadencji.

## Życiorys

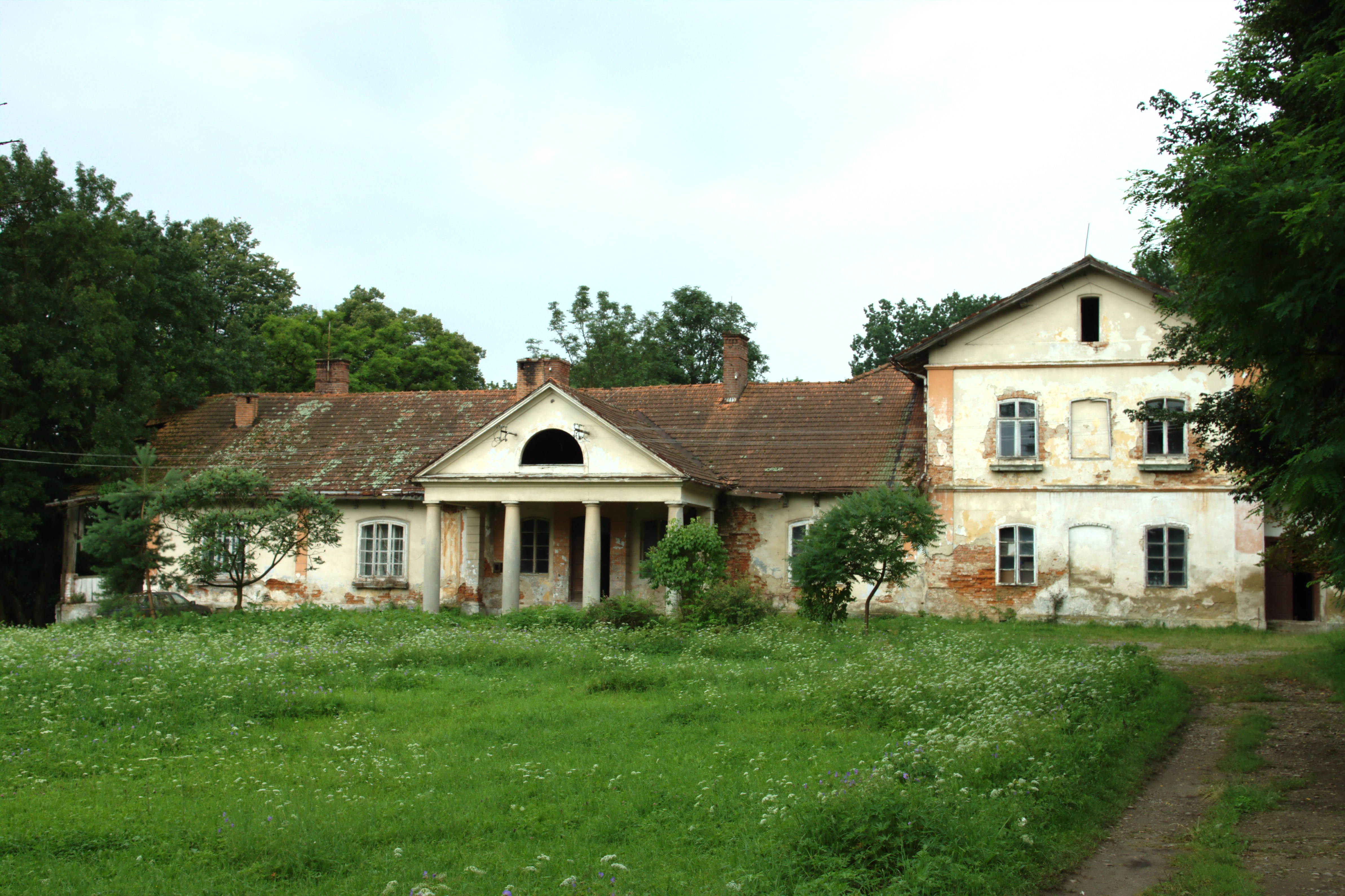
Dwór w Jurowcach (2011)

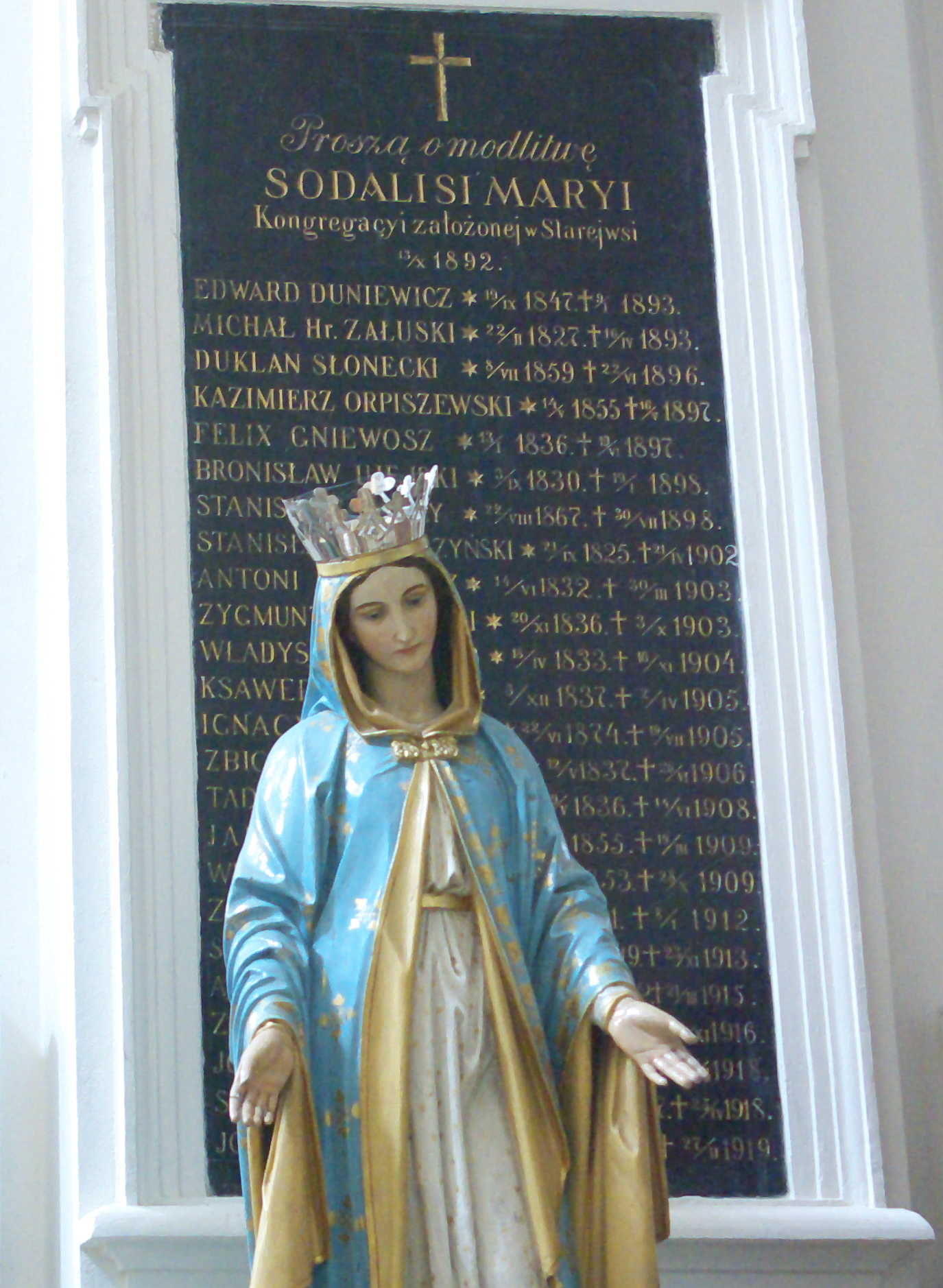
Tablica upamiętniająca sodalisów mariańskich w bazylice starowiejskiej

Był synem Zenona Słoneckiego herbu Korab (1831–1912) i Marceliny z domu Jaruntowskiej herbu Prus III (1830–1882). Urodził się 8 lipca 1859 w Krechowicach. Ukończył gimnazjum w Krakowie, następnie studiował na uniwersytecie w Wiedniu i akademii rolniczej w Halle. Krótkotrwale pracował jako praktykant w starostwie w Krakowie. Później osiadł w Jurowcach, gdzie w 1887 jego żoną została Apolonia Garapich (de Sichelburg) i tam zajął się rolnictwem. Pod koniec XIX wieku był właścicielem tabularnym dóbr we wsi Jurowce, Popiele, Raczkowa I i II, Srogów, Kostarowce. Był członkiem oddziału sanocko-lisko-krośnieńskiego C. K. Towarzystwa Gospodarskiego we Lwowie. Zasiadł w radzie nadzorczej Towarzystwa Zaliczkowego w Sanoku, był przewodniczącym Rady Szkolnej w Jurowcach. Był członkiem wydziału okręgowego C. K. Galicyjskiego Towarzystwa Kredytowego Ziemskiego w Sanoku.
Działał na polu politycznym. W wyborze uzupełniającym w sierpniu 1888 został wybrany członkiem Rady c. k. powiatu sanockiego z grupy gmin wiejskich. Pełnił mandat w kolejnych latach, sprawując funkcję członka wydziału (1888, 1889), zastępcy członka wydziału (1890, 1891, 1892, 1893, 1894). Był posłem do Sejmu Krajowego Galicji VI, VII kadencji. W obu przypadkach w niepełnym wymiarze czasu. W VI kadencji, trwającej w latach 1889-1895 został wybrany 20 grudnia 1893 w miejsce zmarłego Zygmunta Kozłowskiego (I kuria, obwód sanocki); pełnił funkcję sekretarza. Następnie we wrześniu 1895 został wybrany posłem VII kadencji (IV kuria, okręg Sanok), trwającej w latach 1895-1901, jednak przed jej zakończeniem zmarł (na jego miejsce 30 października 1896 obrano Grzegorza Milana). W 1895 został sędzią przysięgłym I kadencji przy trybunale C. K. Sądu Obwodowego w Sanoku.
4 maja 1896 w wieku 33 lat zmarła jego żona Apolonia. Przeszło miesiąc później, 22 czerwca 1896 w Zagórzu koło Brodów zmarł w wieku 37 lat Jan Duklan Słonecki, gdzie 25 czerwca odbył się jego pogrzeb, po czym miał zostać ponownie pochowany w rodzinnych Jurowcach. Dziećmi Apolonii i Jana Duklana Słoneckich byli Seweryna (1888–1944, po mężu Żeleńska) i Stanisław Słonecki (1890-1972), który do 1939 figurował jako właściciel dóbr Jurowce.
Po jego śmierci miejsce posła zajął Grzegorz Milan 30 października 1896 (rozważano także kandydaturę ks. Antoniego Koleńskiego).
Jan Duklan Słonecki był jednym z założycieli i członkiem Sodalicji Mariańskiej w Starej Wsi w 1892; po latach jego nazwisko zostało wymienione w grupie zasłużonych członków SM na tablicy ich upamiętniającej w tamtejszej bazylice Wniebowzięcia Najświętszej Maryi Panny.